# Nakanoto
Nakanoto (中能登町?) è una cittadina giapponese della prefettura di Ishikawa.